# Mistrzostwa Świata w Kolarstwie Torowym 2017
114. Mistrzostwa Świata w Kolarstwie Torowym 2017 – zawody sportowe, które odbyły się w dniach 12–16 kwietnia 2017 roku, na torze kolarskim Hong Kong Velodrome w Hongkongu.
Po raz pierwszy w trakcie tych zawodów przyznane zostały medale w madisonie kobiet.

## Medaliści

### Kobiety
| Konkurencja         | Data        | Złoto                                                                             | Srebro                                                                    | Brąz                                                                                                |
| ------------------- | ----------- | --------------------------------------------------------------------------------- | ------------------------------------------------------------------------- | --------------------------------------------------------------------------------------------------- |
| wyścig punktowy     | 16 kwietnia | Elinor Barker                                                                     | Sarah Hammer                                                              | Kirsten Wild                                                                                        |
| sprint drużynowy    | 12 kwietnia | Rosja Anastasija Wojnowa · Darja Szmielowa                                        | Australia Kaarle McCulloch · Stephanie Morton                             | Niemcy Miriam Welte · Kristina Vogel                                                                |
| 500 m na czas       | 15 kwietnia | Darja Szmielowa                                                                   | Miriam Welte                                                              | Anastasija Wojnowa                                                                                  |
| wyścig drużynowy    | 13 kwietnia | Stany Zjednoczone Kimberly Geist · Kelly Catlin · Chloé Dygert · Jennifer Valente | Australia Amy Cure · Ashlee Ankudinoff · Alexandra Manly · Rebecca Wiasak | Nowa Zelandia Racquel Sheath · Rushlee Buchanan · Kirstie James · Jaime Nielsen · Michaela Drummond |
| wyścig indywidualny | 15 kwietnia | Chloé Dygert                                                                      | Ashlee Ankudinoff                                                         | Kelly Catlin                                                                                        |
| scratch             | 12 kwietnia | Rachele Barbieri                                                                  | Elinor Barker                                                             | Jolien D’Hoore                                                                                      |
| sprint indywidualny | 14 kwietnia | Kristina Vogel                                                                    | Stephanie Morton                                                          | Lee Wai Sze                                                                                         |
| omnium              | 14 kwietnia | Katie Archibald                                                                   | Kirsten Wild                                                              | Amy Cure                                                                                            |
| keirin              | 16 kwietnia | Kristina Vogel                                                                    | Martha Bayona                                                             | Nicky Degrendele                                                                                    |
| madison             | 15 kwietnia | Belgia Lotte Kopecky · Jolien D’Hoore                                             | Wielka Brytania Elinor Barker · Emily Nelson                              | Australia Amy Cure · Alexandra Manly                                                                |

### Mężczyźni
| Konkurencja         | Data        | Złoto | Srebro                                                                                              | Brąz                                                                                           |
| ------------------- | ----------- | --- | --------------------------------------------------------------------------------------------------- | ---------------------------------------------------------------------------------------------- |
| sprint drużynowy    | 12 kwietnia | Nowa Zelandia Ethan Mitchell · Sam Webster · Edward Dawkins                                                | Holandia Nils van ’t Hoenderdaal · Jeffrey Hoogland · Matthijs Büchli · Theo Bos · Harrie Lavreysen | Francja Benjamin Edelin · Quentin Lafargue · Sébastien Vigier · François Pervis                |
| scratch             | 13 kwietnia | Adrian Tekliński                                                                                           | Lucas Liß                                                                                           | Christopher Latham                                                                             |
| keirin              | 13 kwietnia | Azizulhasni Awang                                                                                          | Fabián Puerta                                                                                       | Tomáš Bábek                                                                                    |
| wyścig drużynowy    | 13 kwietnia | Australia Sam Welsford · Cameron Meyer · Nick Yallouris · Kelland O’Brien · Alexander Porter · Rohan Wight | Nowa Zelandia Regan Gough · Pieter Bulling · Dylan Kennett · Nicholas Kergozou                      | Włochy Simone Consonni · Liam Bertazzo · Filippo Ganna · Francesco Lamon · Michele Scartezzini |
| 1 km                | 16 kwietnia | François Pervis                                                                                            | Tomáš Bábek Quentin Lafargue                                                                        | nieprzyznane                                                                                   |
| wyścig punktowy     | 14 kwietnia | Cameron Meyer                                                                                              | Kenny De Ketele                                                                                     | Wojciech Pszczolarski                                                                          |
| omnium              | 15 kwietnia | Benjamin Thomas                                                                                            | Aaron Gate                                                                                          | Albert Torres                                                                                  |
| wyścig indywidualny | 14 kwietnia | Jordan Kerby                                                                                               | Filippo Ganna                                                                                       | Kelland O’Brien                                                                                |
| sprint indywidualny | 15 kwietnia | Dienis Dmitrjew                                                                                            | Harrie Lavreysen                                                                                    | Ethan Mitchell                                                                                 |
| madison             | 16 kwietnia | Francja Morgan Kneisky · Benjamin Thomas                                                                   | Australia Cameron Meyer · Callum Scotson                                                            | Belgia Moreno De Pauw · Kenny De Ketele                                                        |

## Tabela medalowa
Stan na zakończenie zawodów.
| Miejsce | Reprezentacja     |   |   |   | Razem |
| ------- | ----------------- | - | - | - | ----- |
| 1       | Australia         | 3 | 5 | 3 | 11    |
| 2       | Francja           | 3 | 1 | 1 | 5     |
| 3       | Rosja             | 3 | 0 | 1 | 4     |
| 4       | Niemcy            | 2 | 2 | 1 | 5     |
| 4       | Wielka Brytania   | 2 | 2 | 1 | 5     |
| 6       | Stany Zjednoczone | 2 | 1 | 1 | 4     |
| 7       | Nowa Zelandia     | 1 | 2 | 2 | 5     |
| 8       | Belgia            | 1 | 1 | 3 | 5     |
| 9       | Włochy            | 1 | 1 | 1 | 3     |
| 10      | Polska            | 1 | 0 | 1 | 2     |
| 11      | Malezja           | 1 | 0 | 0 | 1     |
| 12      | Holandia          | 0 | 3 | 1 | 4     |
| 13      | Kolumbia          | 0 | 2 | 0 | 2     |
| 14      | Czechy            | 0 | 1 | 1 | 2     |
| 15      | Hiszpania         | 0 | 0 | 1 | 1     |
| 15      | Hongkong          | 0 | 0 | 1 | 1     |